# يوم البيئة الفلسطيني
يوم البيئة الفلسطيني يوم خاص بالبيئة يحتفل به الفلسطينيون في الخامس من مايو لكل عام.

## الإقرار
اعتمدت سلطة جودة البيئة عام 2015م في فلسطين بعد مصادقة مجلس الوزراء، أن اليوم الخامس من مايو "يوم البيئة الفلسطيني"، وهو يسبق اليوم العالمي للبيئة بثلاث شهور؛ للتشجيع على الاهتمام بالبيئة بأشكالها المختلفة خوفاً من التلوث: تلوث الهواء، التلوث المائي، وتلوث التربة، وأخيراً تلوث ضوضائي أو السمعي. تم اختيار هذا التاريخ لأنه يتزامن مع بداية الربيع واتباعه لمناسبات أخرى مثل يوم الأم.